# Brainstorm
A Brainstorm egy német power metal zenekar, melyet 1989-ben alapított Torsten Ihlenfeld gitáros, Milan Loncaric gitáros és Dieter Bernert dobos.

## Történet
Az első évben Stefan Fronk állt a mikrofon mögött és Peter Waldstätter basszusgitározott. Majd már 1991-ben tagcserék révén Marcus Jürgens énekes és Andeas Mailänder basszeros tette teljessé a zenekart. Már a megalakulásuk utáni évben kiadták első demó-felvételüket (Hand of Doom), majd elkészítettek további két demó-lemezt (Heart Of Hate, 1992; The Fifth Season, 1994), mígnem 1997-ben számos koncertfellépés után a zenekar megkapta első lemez-szerződését. Az első, Hungry címet viselő nagylemezét az együttes teljes egészében maga készítette, majd elindult első Európa-turnéjára.
A második albumhoz, mely az Unholy címet kapta, a zenekar megnyerte több neves zenész segítségét, így a produceri munkákba bekapcsolódott többek között Dirk Schlächter (Gamma Ray) és Charlie Bauerfeind (Blind Guardian). A lemez megjelenését követően pedig a német zenekar az Iced Earth előzenekaraként nemcsak komoly szakmai sikereket könyvelhetett el, de a közönséget is megnyerte erőteljes zenéjének.
Marcus Jürgens énekes 1999-ben elhagyta a zenekart, helyére ideiglenesen néhány lekötött koncert erejéig Henne Basse került. Végül azonban a zenekar az előző évben alakult Symphorce énekesét, Andy B. Franck-ot kérte fel a frontemberi szerepre. Az új énekessel új lemez-szerződés is állt a házhoz, a Metal Blade Records már komoly karrierlehetőséget jelentett az egyre ismertebb német együttes számára. Ennek nyomán nemcsak számos fesztivál-fellépés és több európai turné (többek között a Saxon, az Edguy, vagy a King Diamond kíséretében), de rövid idő alatt három nagylemez is fémjelezte a zenekar jelentőségét a metal-világban. Így jelent meg az Ambiguity (2000), a Metus Mortis (2001) és a Soul Temptation (2003) nagylemez. A stílusjegyek elsősorban az amerikai jellegű power metal és az európai dalközpontúság körül foghatók meg és a kettő közötti feszültség teszi egyedivé a zenekar anyagait ebben az időszakban.
Az ötödik nagylemez (Liquid Monster) az előző koronghoz hasonlóan már kézzelfogható slágerlista-sikereket is elkönyvelhetett és a Brainstorm számos európai metal-fesztivál főszámaként jelent meg. Elkészült a zenekar első hivatalos videó-klipje is (All Those Words). A lemezhez kapcsolódó turné másfél éven át tartotta lázban a közönséget, mellyel háromszor is érintették hazánkat: egy Petőfi Csarnok-beli koncert után 2005-ben és 2006-ban is vendégei voltak a Sziget Fesztiválnak, majd ezt követően 2007-ben a Fehérvári Zenei Napok keretében is felléptek. A sikerek nyomán a zenekar előállt első DVD kiadványával is. Egy rendkívül kis példányszámban kiadott, kilenc koncertfelvételt tartalmazó korábbi korong (Live Suffering: The Official Bootleg, 2004) után 2007-ben jelentették meg a szintén élő felvételeket tartalmazó Honey from the B’s (Beasting around the Bush) című dupla-lemezt. Ugyanebben az évben újra kiadták két első lemezüket, felújított, digitalizált változatban, melyhez bónuszként a korai demó-felvételeket is csatolták.
Röviddel a koncertkörút befejezése után pedig elkészítették hatodik albumukat Downburst címmel (2008). A lemez felvezetéseként megjelent Fire Walk With Me című kislemez-dal Magyarországon a slágerlista legmagasabb fokáig vitte. Ennek nyomán a zenekar ismét ellátogatott hazánkba is: 2008 márciusában az Avalon Club színpadán zúztak a Moby Dick társaságában.
2009-ben a zenekar új kiadóhoz szerződött, majd elkészítette hetedik nagylemezét, mely 2009 októberében Memorial Roots címen jelent meg. A lemezbemutató körút ez alkalommal már az Egyesült Államokba és Mexikóba is elvezeti a Primal Fear társaságában turnézó zenekart.
Az együttes új lemezének megjelenését alig néhány héttel követte egy dupla válogatáslemez Just Highs No Lows (12 Years Of Persistence) címen, mely a zenekar legsikeresebb számai mellett ritkaságokat, feldolgozásokat és eddig Európában ki nem adott felvételeket tartalmazott.
Az újabb turnézást, majd Andy B. Franck egyéb munkái nyomán a zenekar csak 2011-ben kezdett hozzá az újabb sorlemez elkészítésének. A Stuttgart közelében lévő ludwigsburgi 'Studio22'-ben zajló felvételeket Axel Heckert producer irányítja. Az On The Spur Of The Moment címre keresztelt anyag 2011 szeptember végén jelent meg, melyhez új videó is készült az 'In These Walls' című számhoz. Az új lemezen már csak elemeiben találhatók meg a korábban az együttesre oly jellemző power metal stílusjegyei, sokkal inkább a dallamos témák, énekelhető refrének kerültek előtérbe, ami Andy B. Franck másik zenekara, a Symphorce esetében is megfigyelhető volt.

## Diszkográfia

### Demó-felvételek
- 1990: Hand Of Doom
- 1993: Heart Of Hate
- 1994: The 5th Season
- 1996: Promo '96

### Albumok
- 1997: Hungry
- 1998: Unholy
- 2000: Ambiguity
- 2001: Metus Mortis
- 2003: Soul Temptation
- 2005: Liquid Monster
- 2008: Downburst
- 2009: Memorial Roots
- 2011: On The Spur Of The Moment
- 2014: Firesoul
- 2016: Scary Creatures
- 2018: Midnight Ghost
- 2021: Wall of Skulls

### Egyéb kiadványok
- 2004: Live Suffering: The Official Bootleg (limitált példányszámú koncertlemez)
- 2005: All Those Words (kislemez)
- 2007: Honey from the B’s (DVD)
- 2007: Fire Walk With Me (kislemez)
- 2009: Just Highs No Lows (12 Years Of Persistence) (dupla válogatáslemez)

## Tagok
Jelenlegi felállás
- Torsten Ihlenfeld – gitár, háttérvokál (1989-)
- Milan Loncaric – gitár, háttérvokál (1989-)
- Dieter Bernert – dob (1989-)
- Andy B. Franck – ének (1999-)
- Andreas Armbruster – basszusgitár (2022-)

Korábbi tagok
- Stefan Fronk – ének (1990–1991)
- Marcus Jürgens – ének (1991–1999)
- Henning Basse – ének (csak élő)
- Peter Waldstätter – basszusgitár (1990)
- Andreas Mailänder – basszusgitár (1990–2007)
- Antonio Ieva – basszusgitár (2007-2022)